# 보통강

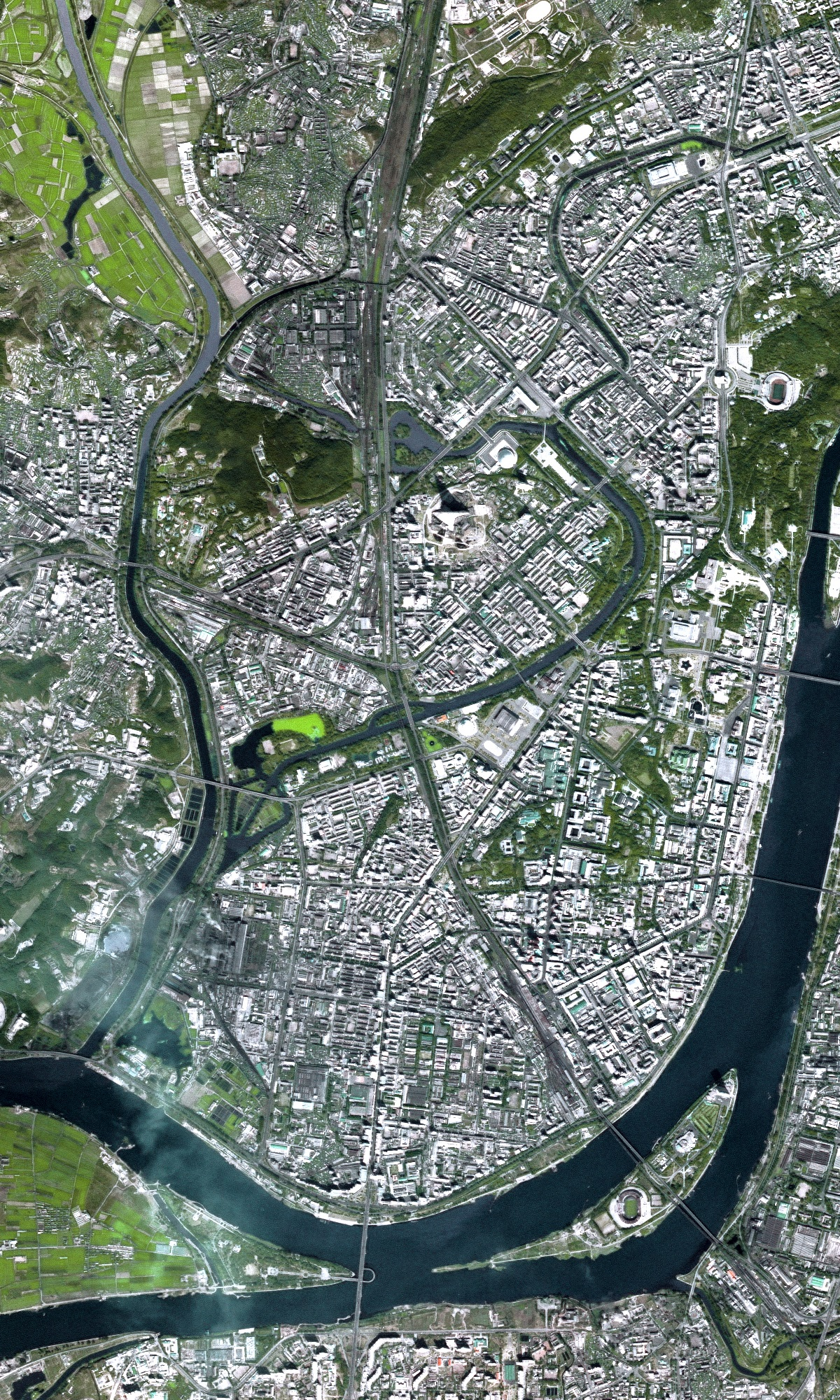

보통강(普通江)은 평안남도 평원군에서 발원해 평양직할시까지 흐르다 대동강으로 흘러들어가는 길이 55.2km의 강이다. 평양시내를 흘러 1942년 큰 홍수가 발생하였다. 해방 이후 북조선인민위원회 시절인 1946년 5월 21일 착공한 보통강개수공사에 의해 수로를 직강화하고 원래 수로는 정비하여 보통강운하로 활용하며 원래의 보통강 주변에 보통강유원지를 조성하였다.

## 개요
평양시내를 관통하는 강 중 하나이다. 평양에는 보통강의 이름을 딴 것들이 매우 많다.

## 같이 보기
- 보통강구역
- 보통문